# Pierre de Saxe-Cobourg-Gotha
Vous lisez un « bon article » labellisé en 2022.
Signature
Pierre de Saxe-Cobourg-Gotha (connu également sous les prénoms de Pedro Augusto), prince du Brésil et prince de Saxe-Cobourg, est né le 19 mars 1866 à Rio de Janeiro (Brésil) et mort le 6 juillet 1934 à Tulln an der Donau (Autriche).
Aîné des petits-enfants de l'empereur Pierre II du Brésil, le prince Pierre est, selon l'article 117 de la Constitution de 1824, l'héritier présomptif en second du souverain jusqu'à la naissance de son cousin, Pierre d'Orléans-Bragance, en 1875. Après cette date, Pierre n'admet pas d'être rétrogradé dans l'ordre de succession au trône.
Lors de sa tournée européenne en 1887-1888, le prince est reçu dans plusieurs cours du Vieux Continent et recueille beaucoup de marques de sympathie et des honneurs qui le confortent dans le rôle qu'il estime pouvoir jouer sur la scène politique de son pays. En 1888, de retour au Brésil, il s'installe à Rio de Janeiro, au palais Léopoldina qu'il rénove, tout en poursuivant ses projets politiques personnels et en créant une assemblée de familiers favorables à ses desseins. Aux yeux de certains parlementaires, il est considéré comme un conspirateur désireux, en dépit de sa position éloignée du trône, de succéder à son grand-père sur le trône du Brésil.
Diplômé de l'école polytechnique de Rio de Janeiro, et également membre honoraire de l'Institut historique et géographique du Brésil, le prince Pierre est l'auteur de plusieurs articles scientifiques de minéralogie et de numismatique. Ses connaissances favorisent de nombreux contacts avec des scientifiques européens.
En novembre 1889, la chute de la monarchie brésilienne oblige Pierre et toute la famille impériale à revenir en Europe. Son exil perturbe le jeune homme dont les signes de fragilité s'expriment dans toute leur intensité lors de la traversée vers Lisbonne. Il est examiné par les neurologues Charcot et Freud. Avertis de la gravité de l'état de santé de leur favori, ses partisans se détournent de lui et se rapprochent de son frère Auguste, mais la jeune République brésilienne s'oppose énergiquement à la création d'un parti monarchiste.
La mort de ses grands-parents, en 1889 et 1891, bouleverse encore davantage le prince Pierre, qui tente de se donner la mort au palais Cobourg de Vienne. Son état psychique requiert son internement à la fin de l'année 1892. Il ne recouvre jamais la raison et demeure interné en Autriche jusqu'à sa mort, en 1934.

## Famille
Parfois connu sous le nom de Pierre de Saxe-Cobourg-Kohary, le prince Pierre est le fils aîné du prince Auguste de Saxe-Cobourg-Gotha (1845-1907) et de son épouse la princesse Léopoldine du Brésil (1847-1871), mariés le 15 décembre 1864. Son prénom rend hommage à son grand-père maternel.
Par sa mère, le prince est donc le petit-fils de l'empereur Pierre II du Brésil (1825-1891) et de son épouse la princesse Thérèse-Christine des Deux-Siciles (1822-1889) tandis que, par son père, il descend du prince Auguste de Saxe-Cobourg-Gotha (1818-1881) et de son épouse la princesse Clémentine d'Orléans (1817-1907). Il est également un neveu de Ferdinand Ier de Bulgarie.

## Biographie

### Héritier en second au trône du Brésil

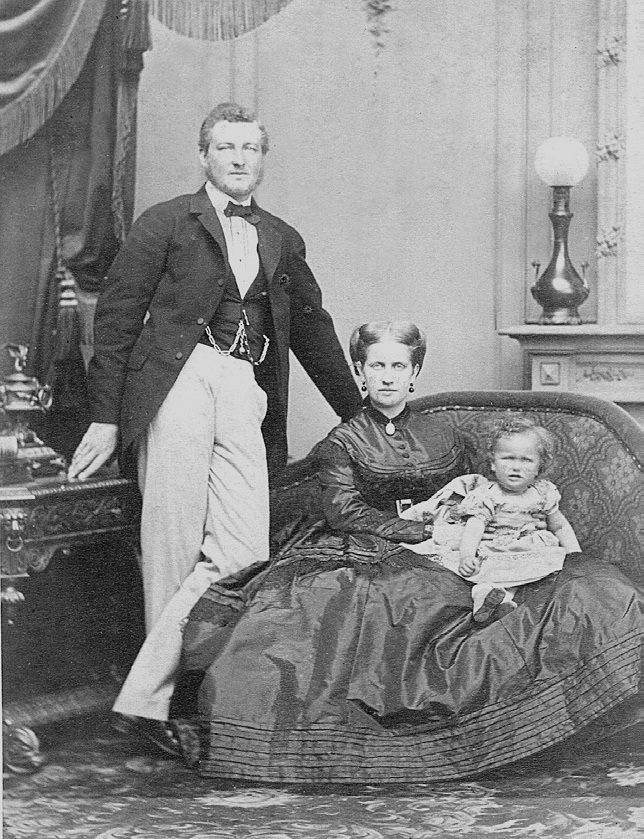
Pierre et ses parents Auguste et Léopoldine vers 1867.

La naissance du prince Pierre se produit dans un contexte compliqué. Depuis 1864, l'empire du Brésil est en guerre contre le Paraguay, ce qui engendre de graves difficultés politiques et financières. Par ailleurs, le pays est de plus en plus divisé sur la question de l'esclavage, ce qui complique la tâche du gouvernement. L'empereur Pierre II, qui adore les enfants, attend donc la venue au monde de son premier petit-fils avec impatience. Ayant perdu ses deux fils morts en bas âge en 1847 et en 1850, le souverain n'a plus que deux filles : Isabelle et Léopoldine. Ces dernières sont légalement dynastes, mais l'empereur considère que son successeur doit être de sexe masculin pour que la monarchie soit viable. Or, l'aînée de ses filles, Isabelle, mariée à Gaston d'Orléans, n'a pas encore d'enfant, tandis que la cadette, Léopoldine, a subi une fausse couche lors de sa première grossesse en mai 1865,.
Dans ces conditions, le Conseil des ministres, les parlementaires et les membres du Conseil diplomatique attendent impatiemment la délivrance de la princesse Léopoldine qui met au monde, au palais Léopoldina, le 19 mars 1866, le fils si désiré, appelé Pierre et aussitôt surnommé le Favori. Sa naissance est annoncée par des feux d'artifice lancés depuis le palais de Saint-Christophe, suivis de salves de canon tirées depuis les forteresses et les navires amarrés. Son baptême a lieu le 4 avril suivant à la cathédrale Notre-Dame-du-Mont-Carmel de Rio de Janeiro. Le nouveau-né a pour parrain son grand-père Pierre II et pour marraine son arrière grand-mère, la reine des Français Marie-Amélie (morte le 24 mars précédent en Angleterre, ce que l'on ignorait outre-Atlantique, en raison de la lenteur des communications), représentée par l'impératrice du Brésil.
En vertu d'un accord conclu lors de leur mariage, Auguste et Léopoldine s'engagent à demeurer durant une partie de l'année au Brésil avec leurs fils jusqu'à ce que la succession de la princesse Isabelle soit assurée. Pierre passe donc sa petite enfance entre l'Europe et le Brésil avec ses parents et ses frères cadets : Auguste (1867-1922), Joseph (1869-1888) et Louis (1870-1942),.

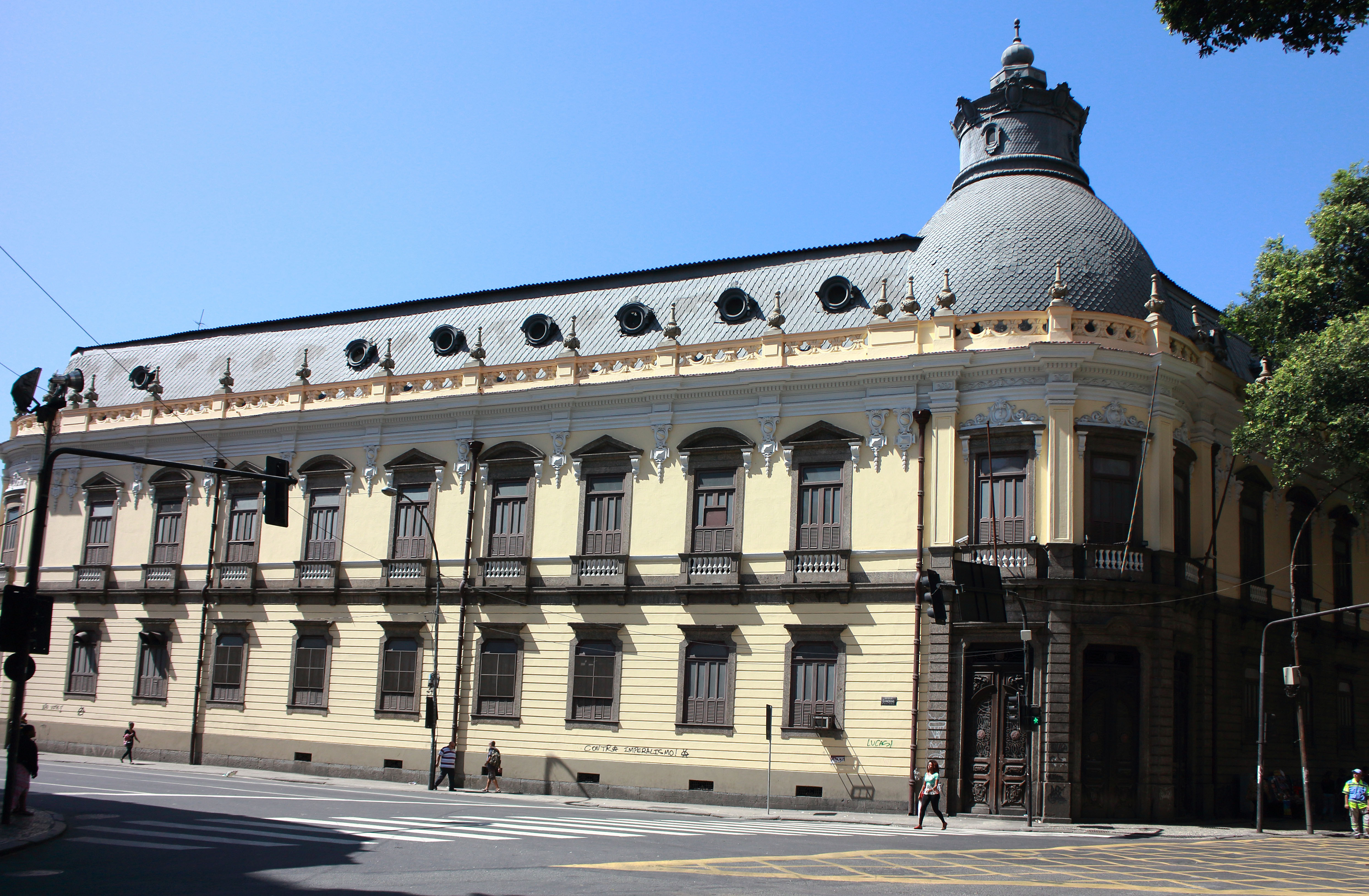
Le Colégio Pedro II, où le prince Pierre est scolarisé à partir de 1874.

Quelques mois après la naissance de son dernier fils, Léopoldine contracte une fièvre typhoïde et meurt, après trois semaines de maladie, le 7 février 1871 à Vienne,. La mort inopinée et prématurée de leur mère requiert la tenue d'un conseil de famille pour décider du devenir de ses enfants orphelins. Selon les vœux de ses grands-parents brésiliens, le petit Pierre, âgé de cinq ans, et son frère cadet Auguste doivent quitter leur père pour s’installer, en mars 1872, auprès de leurs grands-parents, à Rio de Janeiro. Auguste de Saxe-Cobourg-Gotha choisit en effet de rester en Autriche avec ses deux fils cadets,.
Aîné des descendants de l’empereur Pierre II du Brésil, le prince Pierre est, selon l'article 117 de la Constitution de 1824, considéré comme l’héritier en second du trône brésilien, jusqu'à ses neuf ans. En 1872, à la demande de l'empereur, Manuel Pacheco da Silva, médecin et éducateur, est désigné comme précepteur des princes Pierre et Auguste. Il constate que ses élèves parlent mal le portugais et ne s'expriment aisément qu'en allemand. En 1874, Pierre est inscrit au Colégio Pedro II à Rio de Janeiro.

### Rétrogradé dans l'ordre de succession

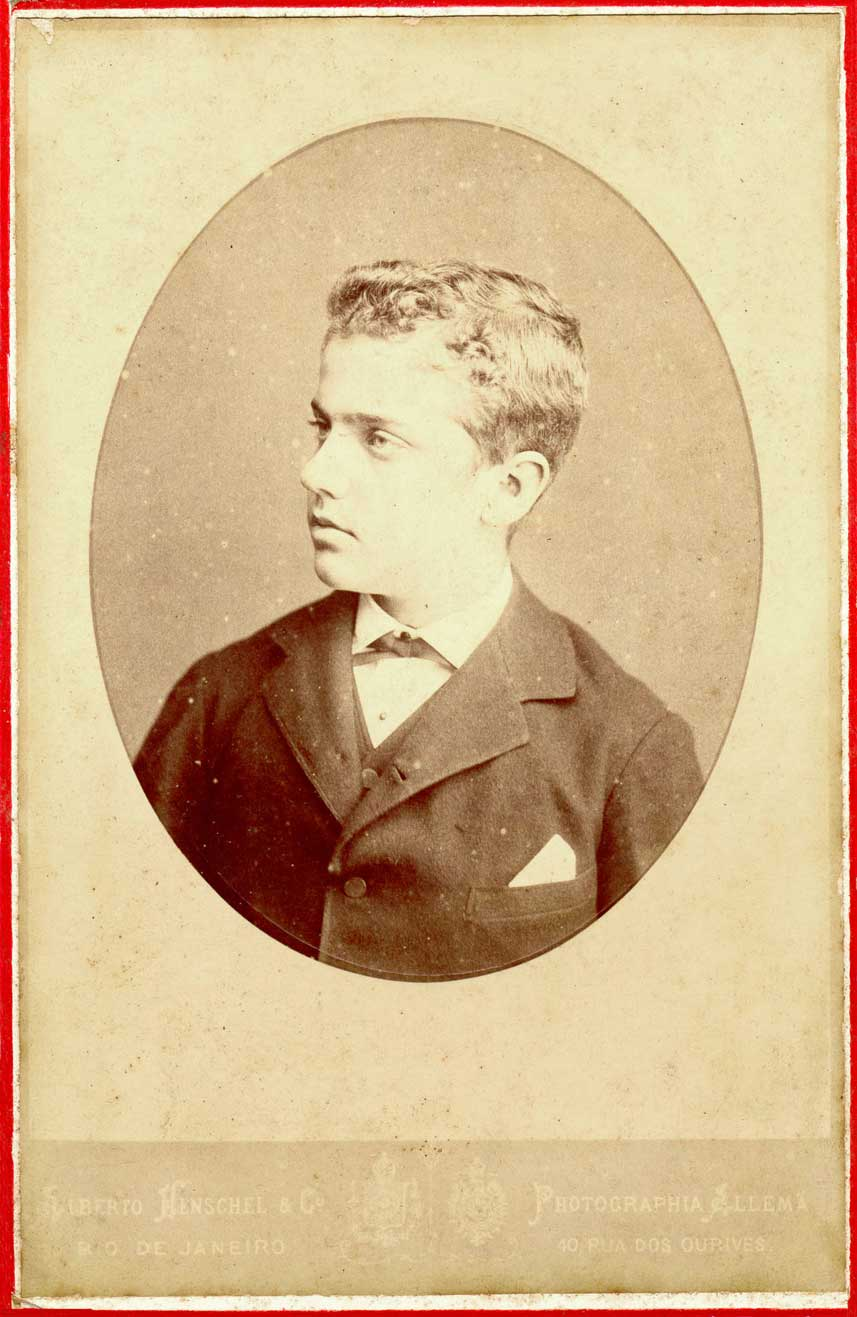
Pierre de Saxe-Cobourg par Alberto Henschel en 1877.

Pierre reçoit donc une éducation très soignée, qui vise à le préparer à son rôle de futur empereur. Cependant, le 15 octobre 1875, sa tante, la princesse impériale Isabelle, donne le jour à un premier fils, le prince Pierre d'Orléans-Bragance, aussitôt titré prince du Grão-Pará. Pierre de Saxe-Cobourg est, dès lors, rétrogradé au troisième rang dans l'ordre de succession. Peu après, la naissance de son cousin est suivie par celles de deux autres enfants : Louis d'Orléans-Bragance (en 1878) et Antoine d'Orléans-Bragance (en 1881). Ce changement de position dynastique affecte Pierre durant toute son adolescence. Il est sujet à des migraines, de l'insomnie, des tremblements et de l'arythmie cardiaque. Marqué par la fin prématurée de sa mère, il nourrit des peurs concernant sa propre mort, ce qui préoccupe son père et ses grands-parents.
Au printemps 1876, l’empereur et son épouse effectuent un long périple d’une année et demie en Amérique, puis en Europe, et laissent les aînés de leurs petits-fils au Brésil, les confiant à leur précepteur. Il apparaît qu’au cours de cette période la princesse Isabelle, qui occupe la fonction de régente durant l’absence de son père, ne se soit pas grandement occupée de ses neveux,,. Pierre et Auguste en auraient gardé une certaine forme de rancune,. Très isolés, les deux princes ne peuvent compter sur le soutien de leur père, qui vit principalement en Europe et ne vient les visiter qu’une seule fois, au cours de l’été 1879. Cette situation engendre d’importantes conséquences sur le développement personnel des deux princes et sur leurs relations avec leur famille.
En 1881, Pierre obtient, à quinze ans, un baccalauréat en sciences et lettres. Le jour où il devient bachelier, son oncle Gaston écrit : « Il a fière allure en queue de pie et cravate blanche qu'il porte pour la première fois. Il possède en fait toutes les qualités. Il est bien dommage que, fort de ses théories étranges, l'empereur ne souhaite pas en faire un soldat ; il aurait pu être très utile, ». En dépit de cet éloge flatteur, la préférence que son grand-père témoigne à son petit-fils Pierre indispose la princesse impériale Isabelle et alimente les spéculations sur un éventuel changement de l'ordre de succession. La division familiale est relatée par la presse et la correspondance diplomatique : Isabelle apparaît comme dévote et son mari Gaston nourrirait des ambitions politiques.

### Un prince scientifique
Adolescent, le prince accompagne à plusieurs reprises ses grands-parents dans leurs voyages au Brésil et à l'étranger. En 1881, à la fin de ses études secondaires, bien qu'il souhaite débuter directement une carrière militaire, son grand-père l'empereur l'inscrit à l'école polytechnique de Rio de Janeiro. Le 1er avril 1887, Pierre est diplômé en qualité d'ingénieur civil, bien que ses résultats aient apparemment été seulement satisfaisants,. Bibliophile, le prince nourrit également un vif intérêt pour la minéralogie et la numismatique.
Pierre donne ensuite plusieurs conférences relatives à la minéralogie, dont il est féru, au Brésil et en Europe, notamment à l'école polytechnique de Rio et à l'Académie des sciences de Paris, dont il devient correspondant pour le Brésil. Nommé en 1884 membre de la Société française de minéralogie et de cristallographie, il publie, par la suite, plusieurs articles scientifiques consacrés à la minéralogie qui démontrent, à l'instar de son grand-père Pierre II, de réelles capacités pour les sciences. Le 2 août 1889, il est désigné membre honoraire de l'Institut historique et géographique du Brésil, grâce à ses publications scientifiques.
Parmi beaucoup d’autres, le prince entretient des liens d’amitié avec le scientifique français Claude-Henri Gorceix, qui a participé à la création de l’École des Mines d’Ouro Preto. Les deux hommes correspondent régulièrement, tant au sujet de la science que de la politique. Le prince lui écrit en 1887 : « Les ministres sont appelés à jouer un rôle pour lequel ils n’ont pas les connaissances nécessaires. Ils se laissent alors souvent mener par le bout du nez par les officiers de cabinet. Bien de la chance quand ces derniers ont du bon sens et sont honnêtes. Je trouve bien qu’en science on ne doive pas regarder à la nationalité, mais seulement au talent et à la profondeur des connaissances. Ce ne serait que dans une égalité de mérite que je choisirais un Brésilien plutôt qu’un étranger. Je crains bien que de si tôt telle chose n’arrive pas. Il est indispensable de créer des centres pour le développement des sciences, lettres et autres arts. J’espère pouvoir vous garder au Brésil pour me venir bien souvent en aide ».
Enfin, Pierre est reconnu dans les milieux numismatiques européens, car il possède au Brésil son propre médaillier et permet aux chercheurs d'y accéder en vue de leurs publications. Cette collaboration lui vaut d'être nommé membre d'honneur de la Société belge de numismatique le 26 novembre 1891, en faveur de laquelle il rédige quelques articles relatifs aux monnaies rares. Il est également l'auteur de plusieurs articles relatifs aux monnaies grecques dans la Revue numismatique française.

### Un jeune prince ambitieux

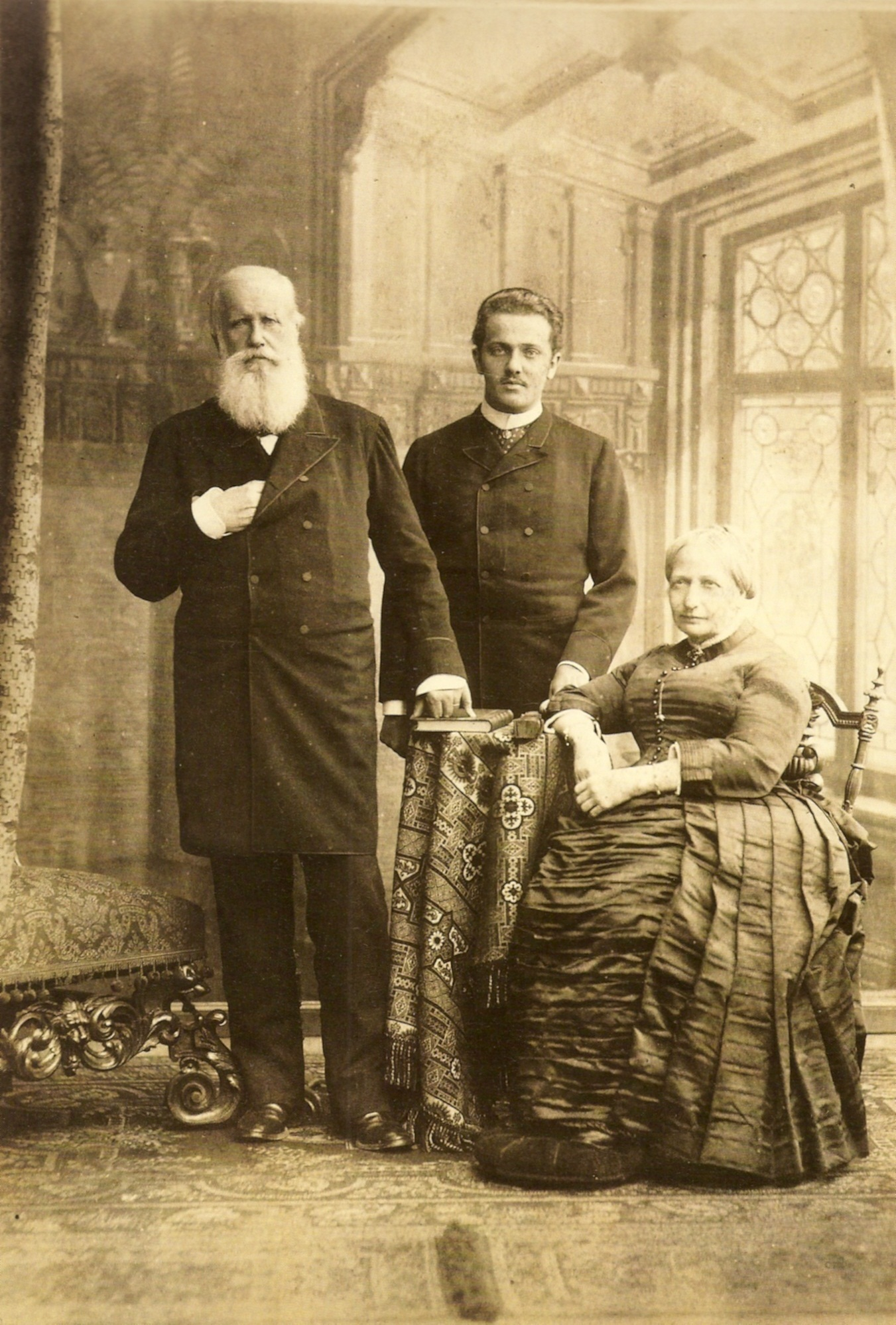
Le prince Pierre entouré de ses grands-parents, l'empereur Pierre II (empereur du Brésil) et l’impératrice Thérèse-Christine du Brésil en 1887.

N'ayant jamais été très proche de sa tante et de la famille de celle-ci, l'adolescent est constamment sous le contrôle de son grand-père l'empereur Pierre II. Selon l'historien Olivier Defrance, qui reprend ici les idées de Roderick J. Barman, le jeune homme « entretient une curieuse relation d’amour-haine avec son aïeul, auquel il ressemble beaucoup physiquement. Il l’admire et le respecte mais supporte mal sa volonté de diriger toute son existence et estime qu’il ne le juge pas toujours à sa juste valeur. » À la fin de l'année 1886, la presse populaire prétend que le prince Pierre a adopté un comportement déplacé vis-à-vis des femmes, ce qui affecte grandement le jeune homme qui est défendu par sa tante.
L'empereur, sujet à de récents ennuis de santé, décide d'effectuer un voyage de convalescence. Il emmène l'impératrice et son petit-fils Pierre, qui vient juste de terminer ses études, en Europe et le petit groupe embarque au Brésil le 30 juin 1887,,. Le jeune prince ne se souvient plus de l'Europe qu'il a quittée à l'âge de sept ans. Il y rencontre de nombreux parents qu'il avait oubliés.
Après un séjour au Portugal, puis à Paris, à Londres et à Baden-Baden, les princes brésiliens se rendent en Belgique du 5 au 8 octobre 1887, où ils sont reçus par les souverains belges. Le prince Pierre et ses grands-parents visitent Bruxelles, où ils se rendent à l'Exposition du Palais des Beaux-Arts et au théâtre de la Monnaie en présence des souverains belges. À Verviers, le prince Pierre demande à rencontrer le botaniste belge Célestin Alfred Cogniaux, également vice-consul du Brésil, qui prépare, à la demande du gouvernement brésilien, un important travail au sujet de la flore du Brésil. Après l'avoir croisé lors d'une réception, le romancier français Marcel Barrière le décrit comme « un gros garçon joufflu, sans façon et très jovial, dont c’était un plaisir que d’écouter la conversation, érudite et sans pédanterie. » La princesse Clémentine, dans son rôle de marieuse, se met à la recherche d'une épouse pour son petit-fils Pierre. Le séjour à Bruxelles revêt donc également une connotation matrimoniale : la princesse Henriette de Belgique, fille aînée de Philippe, comte de Flandre, et nièce du roi Léopold II, pourrait convenir comme future épouse du prince Pierre, dont elle est la cadette de quatre ans, mais l'empereur du Brésil rencontre une opposition ferme et diplomatique quant à un éventuel projet de mariage de son petit-fils avec Henriette.
Ensuite, Pierre et ses grands-parents séjournent durant trois semaines au Grand Hôtel à Paris, et prévoient également de se rendre à Alger, mais cette destination est abandonnée au profit des villes de l'Italie : Florence et Milan. En février 1888, Pierre tombe malade à Cannes et affirme à sa grand-mère Clémentine qu'il a été reclus durant 25 jours en raison de la variole. Il ne se rend ni en Bulgarie auprès de Clémentine qui y séjourne, ni à Berlin pour représenter son grand-père aux funérailles de l'empereur allemand Guillaume Ier. Il demeure à Cannes et paraît submergé par des obsessions politiques concernant la succession impériale. Le militant Eduardo Paulo da Silva Prado est chargé de le guider et de promouvoir ses vertus alors que le prince est encore en Europe.

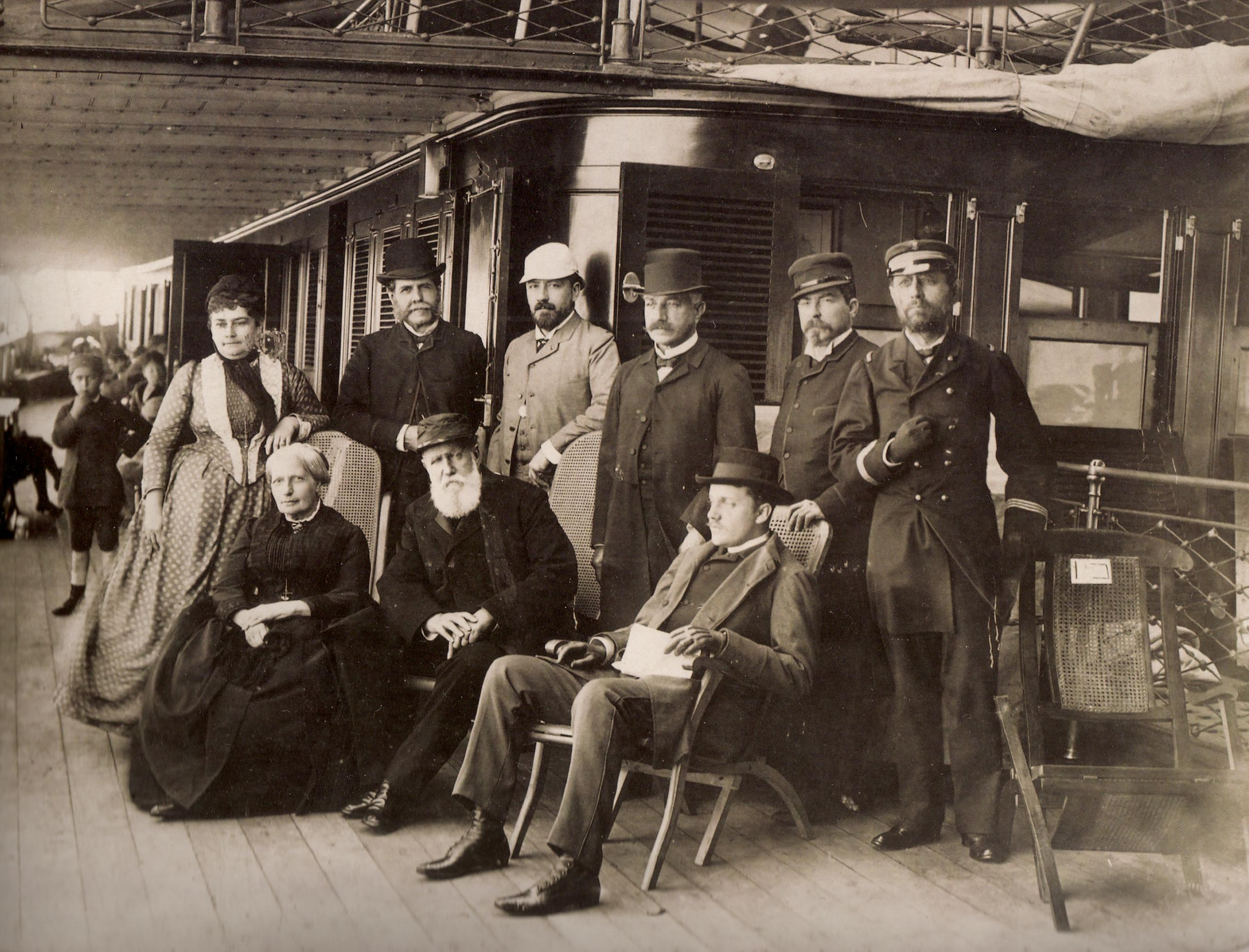
Le prince Pierre et ses grands-parents au départ pour l'Europe le 30 juin 1887.

En mai 1888, tandis qu'il séjourne à Milan et revient d'une excursion au lac de Côme, l'empereur est sujet à un accès de fièvre dû à une pleurésie. L'impératrice, sa dame d'honneur et Pierre ne quittent plus le chevet du souverain qui est la proie d'un violent délire passager. Le médecin impérial attitré appelle son confrère neurologue Charcot qui vient de Paris pour ausculter l'empereur et se montre rassurant quant au caractère isolé de cet accès de délire. D'autre part, en dépit des soucis de santé de son grand-père, la tournée européenne prend des allures de triomphe pour le jeune prince qui est reçu fastueusement dans nombre de cours royales. Il excursionne en Italie, en Suisse et en France (aux thermes d'Aix-les-Bains, à Cannes, à Paris). En France, le président Sadi Carnot l'élève au rang de chevalier de la Légion d'honneur. À l'hôtel Continental de Paris, le 10 juillet 1888, le prince assiste, entouré par diverses personnalités, à la célébration de l'abolition de l'esclavage au Brésil, décrétée deux mois auparavant par la Loi d'Or. Le fondateur de la Revue diplomatique, Auguste Meulemans, dresse de lui un portrait idéalisé : « Grand, robuste, le teint mat, des yeux intelligents et rêveurs, de manières un peu gauches [...], ainsi nous apparut celui que l'on appelait le « Prince Charmant ». ».

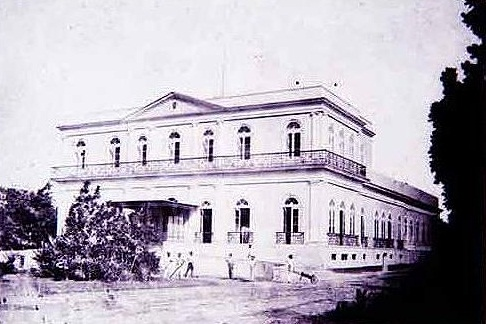
Le palais Léopoldina en 1866.

De retour d'Europe en août 1888, Pierre apprend la mort inopinée de son frère Joseph qui a succombé en quelques jours à une pneumonie en Autriche, à l'âge de 17 ans à Wiener Neustadt, le 13 août précédent, sans qu'il ait eu la joie de le revoir durant son long séjour en Europe. Au Brésil, Pierre obtient l'autorisation de s'installer indépendamment au palais Léopoldina, ancienne résidence de ses parents à Rio de Janeiro. Il entreprend la rénovation des lieux et les décore avec des souvenirs ramenés d'Europe. Au Brésil, certains monarchistes constatant le déclin de la santé de l'empereur Pierre II et s'inquiétant de sa succession chercheraient à évincer sa fille Isabelle au profit de Pierre, devenu très populaire dans l'empire. Au palais Léopoldina, ce dernier favorise les réceptions et les banquets, formant autour de lui une cour informelle avec laquelle il se montre d'une grande générosité. Les sommes d'argent qu'il demande à son père augmentent considérablement. Ambitieux, le « prince conspirateur » comme l'appellent maintenant certains parlementaires, ne dissimule pas son désir de ceindre la couronne impériale, au détriment de sa tante Isabelle qu'il qualifie publiquement de « bigote, étroite d'esprit et pas nationaliste pour un sou, subissant l'influence de son époux. » Ces paroles sont répétées et amplifiées, engendrant des tensions entre l'empereur et son gendre, le comte d'Eu. De retour au Brésil, Pierre commence à user d'intrigues et de manipulations, tirant un plaisir de son rôle d'intrigant,. Il est d'abord soutenu dans ses projets monarchiques par l'anticlérical et abolitionniste Manuel Pinto de Sousa Dantas, ancien président du Conseil des ministres. Pierre bénéficie progressivement de nouveaux soutiens politiques de renom, tels le baron de Maia Montero, le comte de Figueiredo, ou le marquis João Lustosa da Cunha Paranaguá, et compte également sa grand-mère l'impératrice parmi ses appuis . En revanche, son frère Auguste le met en garde contre trop d'enthousiasme,.

### La chute de la monarchie au Brésil

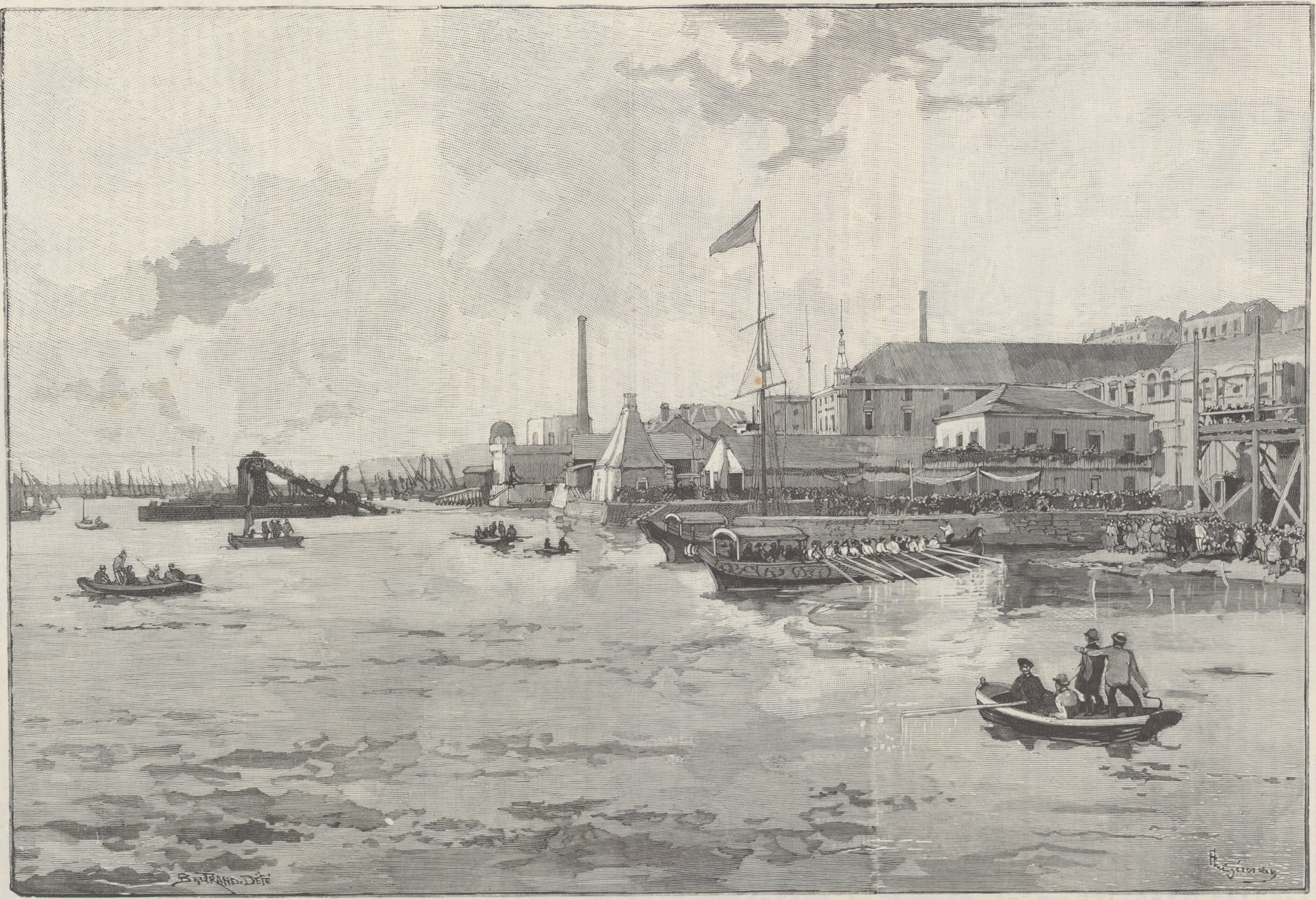
Le débarquement de Dom Pedro II et de sa famille, à Lisbonne, lorsque le canot impérial aborde à l'Arsenal de la Marine par Auguste Gérardin, dans Le Monde Illustré du 21 décembre 1889.

En dépit des succès de Pierre, son comportement, parfois étrange, inquiète ses proches. Victime d'idées fixes, il prétend que son oncle et sa tante veulent l'empoisonner ou cherchent à forcer l'empereur à abdiquer, tandis que Pierre serait envoyé en Europe afin de s'y marier et d'empêcher son retour outre-Atlantique. Cependant, les craintes du prince se réalisent en partie, lorsque le 15 novembre 1889, un coup d'État républicain renverse le régime impérial, mettant ainsi fin aux projets de Pierre et l'obligeant à partir en exil en Europe avec les siens. La famille impériale, à l'exception du jeune Auguste alors en mer, embarque aux premières heures du matin le 17 novembre 1889, à bord du bateau à vapeur Alagoas, escorté par un cuirassé jusqu'à la limite des eaux territoriales brésiliennes, à destination de Lisbonne. Durant la traversée de l'Atlantique qui ramène la famille impériale brésilienne en Europe, Pierre adopte un comportement psychotique,,,, tentant d'étrangler José Maria Peixoto, le capitaine au long cours commandant l'Alagoas, l'accusant de comploter contre sa famille. Le prince est dès lors confiné dans sa cabine,,. Il présente de nouveau des troubles psychiques qui le mettent dans un état parfois léthargique, parfois d'excitation. Il est sujet à des idées de persécution, refusant de se nourrir et ne dormant presque pas. Craignant que le navire soit bombardé, il porte une bouée de sauvetage et envoie des messages d'alerte dans des bouteilles.
L'un des messages est retrouvé sur la plage de Maragogi, sur la côte d'Alagoas :
« Bodo do Alagoas, 23 novembre 1889, à 11 heures.

La famille impériale a fait confiance aux engagements du gouvernement provisoire et a été contrainte de partir, sous prétexte de sécurité, le 17 [novembre], à 3 heures du matin, sur le croiseur Parnaíba, où nous avons écrit plusieurs lettres, et qui les a emmenés à la crique d'Abraão où ils ont rapidement embarqué. Ce paquebot, est escorté par [le cuirassé] Riachuelo, [le pilote] disant qu'ils allaient à Lisbonne. La famille est, ainsi que son entourage, dans une position critique et certainement, à mon avis, ils sont tous condamnés à une mort violente. Le danger est grand. Dans les eaux de Pernambuco, errant au hasard. Mon Dieu !

D. Pedro Augusto de Cobourg et Bragance. »

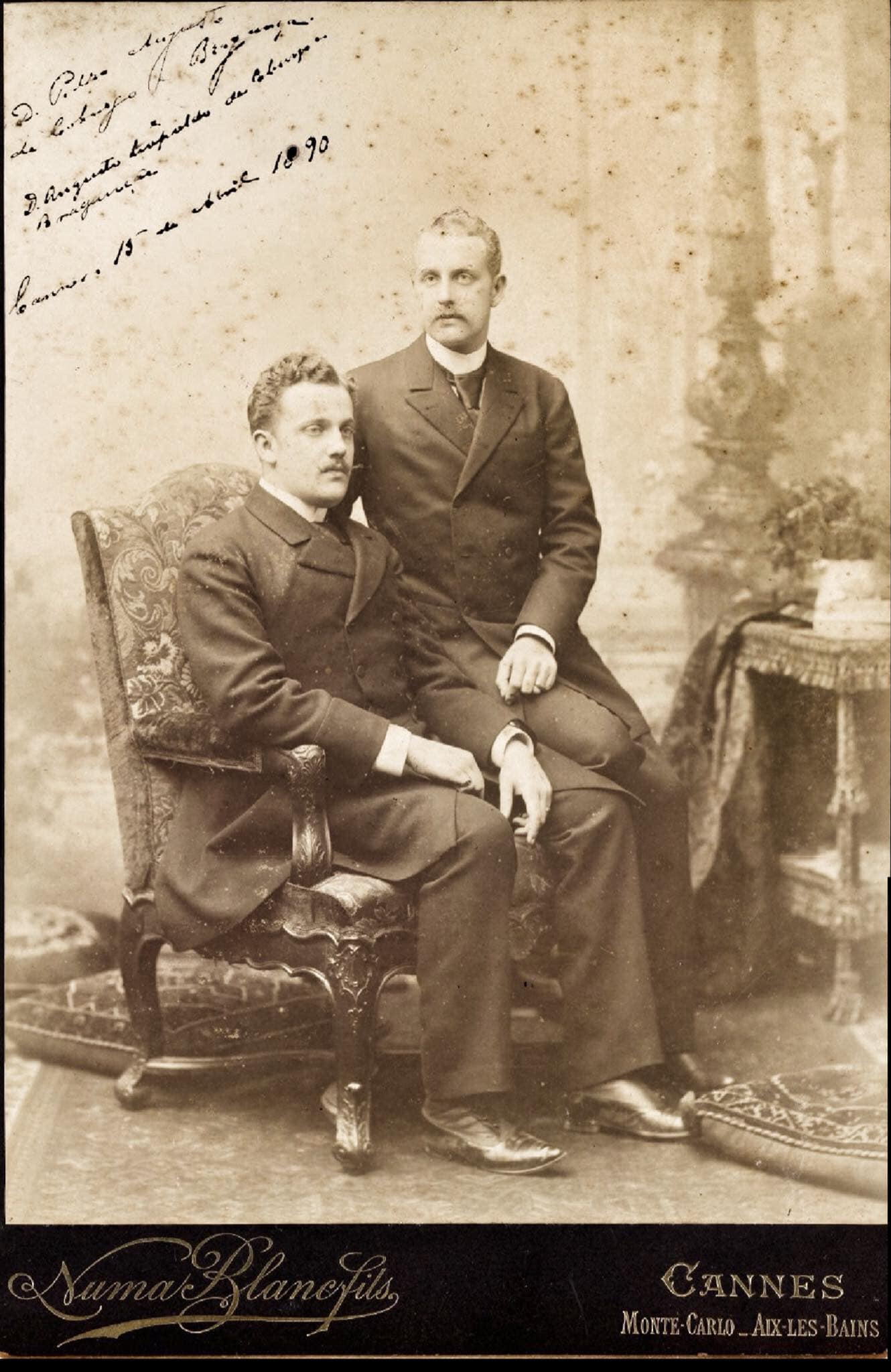
Pierre (assis) et son frère Auguste à Cannes le 15 avril 1890.

Son état s'améliore lorsque les militaires chargés de sa surveillance abandonnent cette tâche. Le 7 décembre 1889, quand la famille impériale débarque à Lisbonne pour être prise en charge par les souverains portugais, Pierre est emmené à Graz afin d'y suivre un traitement psychiatrique. L'impératrice Thérèse-Christine, grand-mère de Pierre et son seul soutien familial dans ses projets monarchiques, meurt à Porto le 28 décembre 1889. Pierre est rejoint par son frère Auguste et s'installe à Cannes. Là, Pierre mène une vie assez ennuyeuse et, n'acceptant pas son exil, il envoie des missives à quelques hommes politiques restés à Rio de Janeiro. Ses lettres expriment des plans insensés, dans lesquels il imagine revenir au Brésil pour restaurer l'empire qu'il dirigerait, alors que le nouveau régime brésilien supprime brutalement toutes les tentatives de créer un parti monarchiste. De surcroît, avertis de ses troubles psychiques, ses partisans se détournent bientôt du prince Pierre. En outre, son comportement devient très agressif envers sa famille et l'entourage impérial. Il semble que ce soit lui qui, au sein de sa famille, ait le plus mal vécu la chute de la monarchie.

### Une mélancolie incurable
L'éloignement de ses derniers partisans conspirateurs, en raison de l'état psychique de leur favori, aggrave les troubles de Pierre. Examiné par le neurologue Jean-Martin Charcot, ce dernier l'adresse à Sigmund Freud. Le psychanalyste ne constate « aucun symptôme monomane ou d'excitation incontrôlée chez [le prince] qui est sujet à une profonde dépression et est épuisé ». Il conseille donc du repos afin d'améliorer l'état du jeune homme. Bien qu'il retrouve temporairement la raison, ses soutiens brésiliens réitèrent leur choix en faveur de son frère Auguste comme prétendant au trône déchu. En 1891, l'avenir d'Auguste en Europe se précise lorsque son père s'accorde avec l'empereur François-Joseph Ier d'Autriche afin qu'Auguste, autrefois officier dans la marine brésilienne, entame une nouvelle carrière dans la marine austro-hongroise. En revanche, le devenir de Pierre demeure incertain. Il est parfois conscient de son état d'agitation et confie, en juillet 1890, à sa grand-mère Clémentine d'Orléans être réduit « au découragement et à une excitation fébrile. »
Le 5 décembre 1891, la mort à Paris de son grand-père l'empereur exilé bouleverse son petit-fils qui perd le contact avec la réalité et l'entraîne jusqu'à la folie. Sa mélancolie et ses manies de persécution l'atteignent de nouveau. Il accuse son oncle Gaston et sa tante Isabelle de répandre des rumeurs sur sa santé mentale et prétend que des journalistes doutent de sa virilité. D'autre part, Pierre et son frère tentent de récupérer des biens qui ont été confisqués par le régime républicain brésilien. Il s’agit de terres, d’obligations et de titres de propriété. Pierre écrit à son ami brésilien, l'ingénieur Joaquim Catramby, procureur des biens de sa famille, menaçant la République d’une intervention allemande, si ses droits ne sont pas respectés. La situation financière des princes est devenue délétère. Seule la famille Saxe-Cobourg peut les secourir.

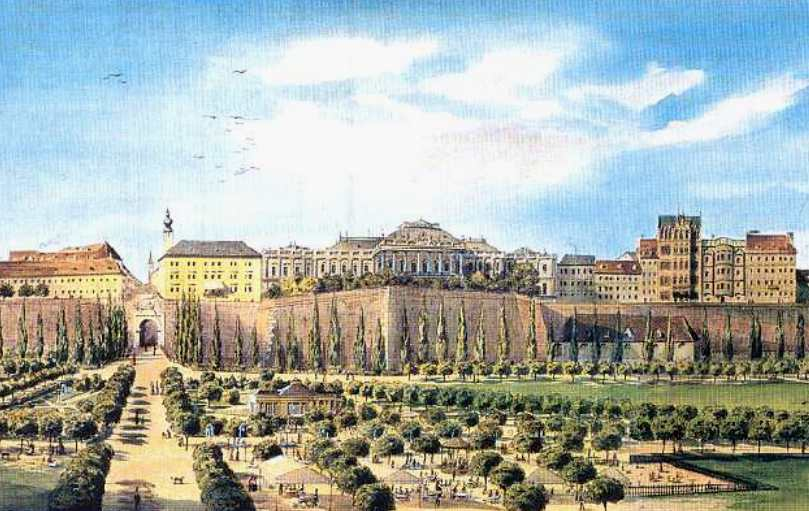
Vue du palais Cobourg, XIXe siècle.

En juillet 1892, le prince, sous le nom de Baron de Mösna, effectue incognito un dernier voyage qui le mène en Belgique et aux Pays-Bas. Puis d'Amsterdam, le 1er août, il se rend à Berlin, où il demeure durant quelques jours, avant de visiter Dresde, Leipzig, Munich, et Nuremberg. Le 17 août 1892, Pierre emprunte l'Orient-Express et reste deux jours à Vienne avant de regagner le château de Schladming, propriété des Saxe-Cobourg dans les Alpes autrichiennes. Au début d'octobre 1892, Pierre, de retour d'un séjour dans la station balnéaire d'Abbazia, est le seul membre de sa famille à résider au palais Cobourg de Vienne avec quelques domestiques auxquels, dès son arrivée, il pose des questions étranges. Le lendemain, il est pris d’une grave crise de démence. Durant deux jours, il s’enferme dans les appartements qui lui sont réservés, empêchant qui que ce soit de l’approcher. Pierre tente de se donner la mort par défenestration depuis sa chambre. Son entourage est obligé de faire appel aux pompiers et à une brigade de l'armée. Il leur oppose une farouche résistance. Finalement, il est maîtrisé avant d'être emmené de force dans une maison de santé à Döbling à Vienne, où il brise des objets, déchire ses vêtements et prétend voir des démons. Sa grand-mère paternelle, Clémentine d'Orléans, dont il a toujours été proche, souhaite lui rendre une visite en janvier 1893, mais les médecins défendent qu'elle se rende auprès de son petit-fils.

### Internement et mort

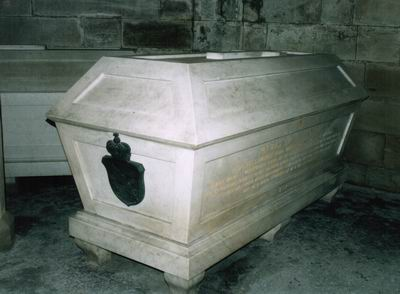
La sépulture de Pierre de Saxe-Cobourg à l'église Saint-Augustin de Cobourg.

Par décision de son père,, après un séjour de huit ans à Döbling, Pierre est interné définitivement, en 1900, au sanatorium Bonvicini à Tulln an der Donau, en Basse-Autriche, car il souffre des mêmes troubles psychiques que sa cousine Charlotte de Belgique, jadis impératrice du Mexique, ou que son cousin Siegfried en Bavière. Il doit être nourri de force et tente de mettre le feu à sa chambre. Optimistes au début de son internement, les médecins ne constatent, au fil des ans, aucune amélioration. Le 25 avril 1900, tous ses effets personnels sont mis en vente aux enchères à Vienne. De temps à autre, il reçoit la visite d'un membre de sa famille, mais ces visites se raréfient au fil du temps.
Pierre meurt finalement, des suites d'une pneumonie, à l'âge de 68 ans, le 6 juillet 1934, au sanatorium de Tulln an der Donau, étant interné depuis plus de 40 ans. Il est inhumé dans la nécropole familiale à l'église Saint-Augustin de Cobourg. Son oncle, l'ancien tsar Ferdinand de Bulgarie, fait graver son épitaphe latine sur le sarcophage :
« PETRUS AB ALCANTARA AUGUSTUS LUDOVICUS MARIA MICHAEL GABRIEL RAPHAEL GONZAGA SAXONIAE COBURGU ET GOTHAE PRINCEPS; SAXONIA DUX NAT, IN CIVITATE FLUMINENSI DIE XIX MARTII MDCCCLXVI JUVENIS PRAECLARIS PRAEDITUS DOTIBUS PRAESERTIM ACUMINE INGENII, PETRI BRASILIAE IMPERATORI NETOS PRAEDILECTUS. IN LAMENTABILI IMPERII OCCASU GRAVI CORREPTUS INFIRMITATE. OBIT PIE IN DOMINO VINDOBONAE DIE VI JULII A.D. MCMXXXIV R.I.P.. »
« Pierre d'Alcantara Auguste Louis Marie Michel Gabriel Raphaël Gonzague prince de Saxe-Cobourg et Gotha, duc de Saxe est né dans la ville de Rio de Janeiro le 19 mars 1866. C'était un jeune brillant, doté de talents, surtout d'un talent d'ingénieur. Petit-fils préféré de l'empereur, à la suite de la chute de l'empire, il est devenu gravement malade et est mort pieusement le 6 juillet 1934. »

## Ascendance
|  |                                                   |  |  |  |  |  |  |  |  |  |  |  |  |  |  |  |
|  | 16. François de Saxe-Cobourg-Saalfeld             |  |  |  |  |  |  |  |  |  |  |  |  |  |  |  |
|  |                                                   |  |  |  |  |  |  |  |  |  |  |  |  |  |  |  |
|  |                                                   |  |  |  |  |  |  |  |  |  |  |  |  |  |  |  |
|  | 8. Ferdinand de Saxe-Cobourg-Gotha                |  |  |  |  |  |  |  |  |  |  |  |  |  |  |  |
|  |                                                   |  |  |  |  |  |  |  |  |  |  |  |  |  |  |  |
|  |                                                   |  |  |  |  |  |  |  |  |  |  |  |  |  |  |  |
|  | 17. Augusta Reuss d'Ebersdorf                     |  |  |  |  |  |  |  |  |  |  |  |  |  |  |  |
|  |                                                   |  |  |  |  |  |  |  |  |  |  |  |  |  |  |  |
|  |                                                   |  |  |  |  |  |  |  |  |  |  |  |  |  |  |  |
|  | 4. Auguste de Saxe-Cobourg-Gotha                  |  |  |  |  |  |  |  |  |  |  |  |  |  |  |  |
|  |                                                   |  |  |  |  |  |  |  |  |  |  |  |  |  |  |  |
|  |                                                   |  |  |  |  |  |  |  |  |  |  |  |  |  |  |  |
|  | 18. François Joseph de Koháry (en)                |  |  |  |  |  |  |  |  |  |  |  |  |  |  |  |
|  |                                                   |  |  |  |  |  |  |  |  |  |  |  |  |  |  |  |
|  |                                                   |  |  |  |  |  |  |  |  |  |  |  |  |  |  |  |
|  | 9. Antoinette de Koháry                           |  |  |  |  |  |  |  |  |  |  |  |  |  |  |  |
|  |                                                   |  |  |  |  |  |  |  |  |  |  |  |  |  |  |  |
|  |                                                   |  |  |  |  |  |  |  |  |  |  |  |  |  |  |  |
|  | 19. Marie-Antoinette de Waldstein-Wartenberg (en) |  |  |  |  |  |  |  |  |  |  |  |  |  |  |  |
|  |                                                   |  |  |  |  |  |  |  |  |  |  |  |  |  |  |  |
|  |                                                   |  |  |  |  |  |  |  |  |  |  |  |  |  |  |  |
|  | 2. Auguste de Saxe-Cobourg-Gotha                  |  |  |  |  |  |  |  |  |  |  |  |  |  |  |  |
|  |                                                   |  |  |  |  |  |  |  |  |  |  |  |  |  |  |  |
|  |                                                   |  |  |  |  |  |  |  |  |  |  |  |  |  |  |  |
|  | 20. Louis-Philippe d'Orléans                      |  |  |  |  |  |  |  |  |  |  |  |  |  |  |  |
|  |                                                   |  |  |  |  |  |  |  |  |  |  |  |  |  |  |  |
|  |                                                   |  |  |  |  |  |  |  |  |  |  |  |  |  |  |  |
|  | 10. Louis-Philippe Ier                            |  |  |  |  |  |  |  |  |  |  |  |  |  |  |  |
|  |                                                   |  |  |  |  |  |  |  |  |  |  |  |  |  |  |  |
|  |                                                   |  |  |  |  |  |  |  |  |  |  |  |  |  |  |  |
|  | 21. Marie-Adélaïde de Bourbon                     |  |  |  |  |  |  |  |  |  |  |  |  |  |  |  |
|  |                                                   |  |  |  |  |  |  |  |  |  |  |  |  |  |  |  |
|  |                                                   |  |  |  |  |  |  |  |  |  |  |  |  |  |  |  |
|  | 5. Clémentine d'Orléans                           |  |  |  |  |  |  |  |  |  |  |  |  |  |  |  |
|  |                                                   |  |  |  |  |  |  |  |  |  |  |  |  |  |  |  |
|  |                                                   |  |  |  |  |  |  |  |  |  |  |  |  |  |  |  |
|  | 22. Ferdinand Ier des Deux-Siciles                |  |  |  |  |  |  |  |  |  |  |  |  |  |  |  |
|  |                                                   |  |  |  |  |  |  |  |  |  |  |  |  |  |  |  |
|  |                                                   |  |  |  |  |  |  |  |  |  |  |  |  |  |  |  |
|  | 11. Marie-Amélie de Bourbon-Siciles               |  |  |  |  |  |  |  |  |  |  |  |  |  |  |  |
|  |                                                   |  |  |  |  |  |  |  |  |  |  |  |  |  |  |  |
|  |                                                   |  |  |  |  |  |  |  |  |  |  |  |  |  |  |  |
|  | 23. Marie-Caroline d'Autriche                     |  |  |  |  |  |  |  |  |  |  |  |  |  |  |  |
|  |                                                   |  |  |  |  |  |  |  |  |  |  |  |  |  |  |  |
|  |                                                   |  |  |  |  |  |  |  |  |  |  |  |  |  |  |  |
|  | 1. Pierre de Saxe-Cobourg-Gotha                   |  |  |  |  |  |  |  |  |  |  |  |  |  |  |  |
|  |                                                   |  |  |  |  |  |  |  |  |  |  |  |  |  |  |  |
|  |                                                   |  |  |  |  |  |  |  |  |  |  |  |  |  |  |  |
|  | 24. Jean VI de Portugal                           |  |  |  |  |  |  |  |  |  |  |  |  |  |  |  |
|  |                                                   |  |  |  |  |  |  |  |  |  |  |  |  |  |  |  |
|  |                                                   |  |  |  |  |  |  |  |  |  |  |  |  |  |  |  |
|  | 12. Pierre Ier du Brésil                          |  |  |  |  |  |  |  |  |  |  |  |  |  |  |  |
|  |                                                   |  |  |  |  |  |  |  |  |  |  |  |  |  |  |  |
|  |                                                   |  |  |  |  |  |  |  |  |  |  |  |  |  |  |  |
|  | 25. Charlotte-Joachime d'Espagne                  |  |  |  |  |  |  |  |  |  |  |  |  |  |  |  |
|  |                                                   |  |  |  |  |  |  |  |  |  |  |  |  |  |  |  |
|  |                                                   |  |  |  |  |  |  |  |  |  |  |  |  |  |  |  |
|  | 6. Pierre II du Brésil                            |  |  |  |  |  |  |  |  |  |  |  |  |  |  |  |
|  |                                                   |  |  |  |  |  |  |  |  |  |  |  |  |  |  |  |
|  |                                                   |  |  |  |  |  |  |  |  |  |  |  |  |  |  |  |
|  | 26. François Ier d'Autriche                       |  |  |  |  |  |  |  |  |  |  |  |  |  |  |  |
|  |                                                   |  |  |  |  |  |  |  |  |  |  |  |  |  |  |  |
|  |                                                   |  |  |  |  |  |  |  |  |  |  |  |  |  |  |  |
|  | 13. Marie-Léopoldine d'Autriche                   |  |  |  |  |  |  |  |  |  |  |  |  |  |  |  |
|  |                                                   |  |  |  |  |  |  |  |  |  |  |  |  |  |  |  |
|  |                                                   |  |  |  |  |  |  |  |  |  |  |  |  |  |  |  |
|  | 27. Marie-Thérèse de Bourbon-Naples               |  |  |  |  |  |  |  |  |  |  |  |  |  |  |  |
|  |                                                   |  |  |  |  |  |  |  |  |  |  |  |  |  |  |  |
|  |                                                   |  |  |  |  |  |  |  |  |  |  |  |  |  |  |  |
|  | 3. Léopoldine du Brésil                           |  |  |  |  |  |  |  |  |  |  |  |  |  |  |  |
|  |                                                   |  |  |  |  |  |  |  |  |  |  |  |  |  |  |  |
|  |                                                   |  |  |  |  |  |  |  |  |  |  |  |  |  |  |  |
|  | 28. Ferdinand Ier des Deux-Siciles                |  |  |  |  |  |  |  |  |  |  |  |  |  |  |  |
|  |                                                   |  |  |  |  |  |  |  |  |  |  |  |  |  |  |  |
|  |                                                   |  |  |  |  |  |  |  |  |  |  |  |  |  |  |  |
|  | 14. François Ier des Deux-Siciles                 |  |  |  |  |  |  |  |  |  |  |  |  |  |  |  |
|  |                                                   |  |  |  |  |  |  |  |  |  |  |  |  |  |  |  |
|  |                                                   |  |  |  |  |  |  |  |  |  |  |  |  |  |  |  |
|  | 29. Marie-Caroline d'Autriche                     |  |  |  |  |  |  |  |  |  |  |  |  |  |  |  |
|  |                                                   |  |  |  |  |  |  |  |  |  |  |  |  |  |  |  |
|  |                                                   |  |  |  |  |  |  |  |  |  |  |  |  |  |  |  |
|  | 7. Thérèse-Christine de Bourbon-Siciles           |  |  |  |  |  |  |  |  |  |  |  |  |  |  |  |
|  |                                                   |  |  |  |  |  |  |  |  |  |  |  |  |  |  |  |
|  |                                                   |  |  |  |  |  |  |  |  |  |  |  |  |  |  |  |
|  | 30. Charles IV d'Espagne                          |  |  |  |  |  |  |  |  |  |  |  |  |  |  |  |
|  |                                                   |  |  |  |  |  |  |  |  |  |  |  |  |  |  |  |
|  |                                                   |  |  |  |  |  |  |  |  |  |  |  |  |  |  |  |
|  | 15. Marie-Isabelle d'Espagne                      |  |  |  |  |  |  |  |  |  |  |  |  |  |  |  |
|  |                                                   |  |  |  |  |  |  |  |  |  |  |  |  |  |  |  |
|  |                                                   |  |  |  |  |  |  |  |  |  |  |  |  |  |  |  |
|  | 31. Marie-Louise de Bourbon-Parme                 |  |  |  |  |  |  |  |  |  |  |  |  |  |  |  |
|  |                                                   |  |  |  |  |  |  |  |  |  |  |  |  |  |  |  |
|  |                                                   |  |  |  |  |  |  |  |  |  |  |  |  |  |  |  |

## Honneurs et titulature

Blason des Saxe-Cobourg brésiliens.

Pierre de Saxe-Cobourg est titulaire des ordres et titres suivants :

### Honneurs nationaux
- Grand-croix de l'ordre de la Croix du Sud (Brésil)[81],[43] ;
- Grand-croix de l'ordre impérial de Pierre Ier (Brésil)[81],[43] ;
- Grand-croix de l'ordre impérial de la Rose (Brésil)[81],[43].

### Honneurs étrangers
- Chevalier de l'ordre de Saint-Hubert (Royaume de Bavière)[81] ;
- Grand cordon de l’ordre de Léopold (Belgique)[81],[43] ;
- Grand-croix de l'ordre de la Maison ernestine de Saxe (duché de Saxe-Cobourg et Gotha, 1884)[81],[43] ;
- Grand-croix de l'ordre de Charles III d'Espagne (21 juillet 1887)[81] ;
- Grand-croix de l'ordre de Saint-Alexandre (Principauté de Bulgarie, 1888)[81],[43] ;
- Chevalier de la Légion d'honneur (France, 1888)[81],[46] ;
- Grand-croix de l'ordre de la Tour et de l'Épée (Portugal, 26 juillet 1888)[81],[43] ;
- Chevalier de l'ordre de l'Aigle noir (Prusse)[81].

### Titulature
- 19 mars 1866 – 7 février 1871 : Son Altesse Royale le prince Pierre Auguste de Saxe-Cobourg et Gotha, duc de Saxe ;
- 7 février 1871 – 6 juillet 1934 : Son Altesse Royale le prince Pierre Auguste du Brésil, prince de Saxe-Cobourg et Gotha, duc de Saxe.

## Publications scientifiques
Pierre de Saxe-Cobourg est l'auteur de plusieurs publications au sujet de la minéralogie :
- (pt) D. Pedro Augusto de Saxe Coburgo Gotha, Apotamentos sobre mineraes do Brazil : Ensaio de estatistica e geographia mineralogica, Rio de Janeiro, G. Leuzinger & Filhos, 1889, 28 p. (lire en ligne).
- (pt) D. Pedro Augusto de Saxe Coburgo Gotha, Algumas palavras sobre quartzo no Brazil, Rio de Janeiro, G. Leuzinger & Filhos, 1889, 21 p. (lire en ligne).
- (pt) D. Pedro Augusto de Saxe Coburgo Gotha, Quadro synoptico da classificação dos feldspathos, organisado de conformidade com as theorias modernas, Rio de Janeiro, G. Leuzinger & Filhos, 1889, 3 p..